# 12622 Doppelmayr
12622 Doppelmayr è un asteroide della fascia principale. Scoperto nel 1960, presenta un'orbita caratterizzata da un semiasse maggiore pari a 2,6393396 UA e da un'eccentricità di 0,0825890, inclinata di 2,78349° rispetto all'eclittica.
L'asteroide è dedicato all'astronomo Johann Gabriel Doppelmayer.